# Zum schwarzen Bären (Querfurt)

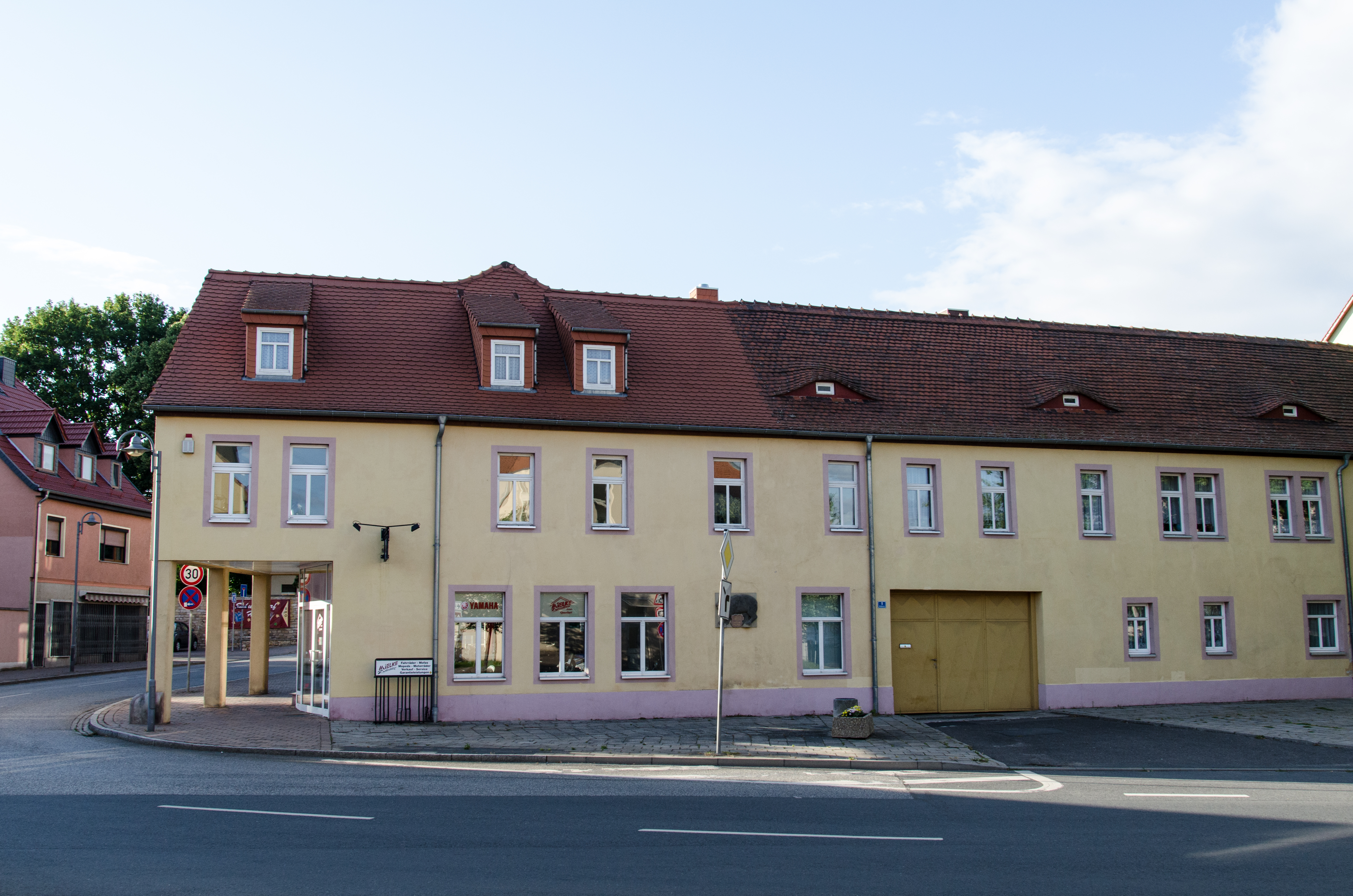
Ehemaliger Gasthof Zum schwarzen Bären

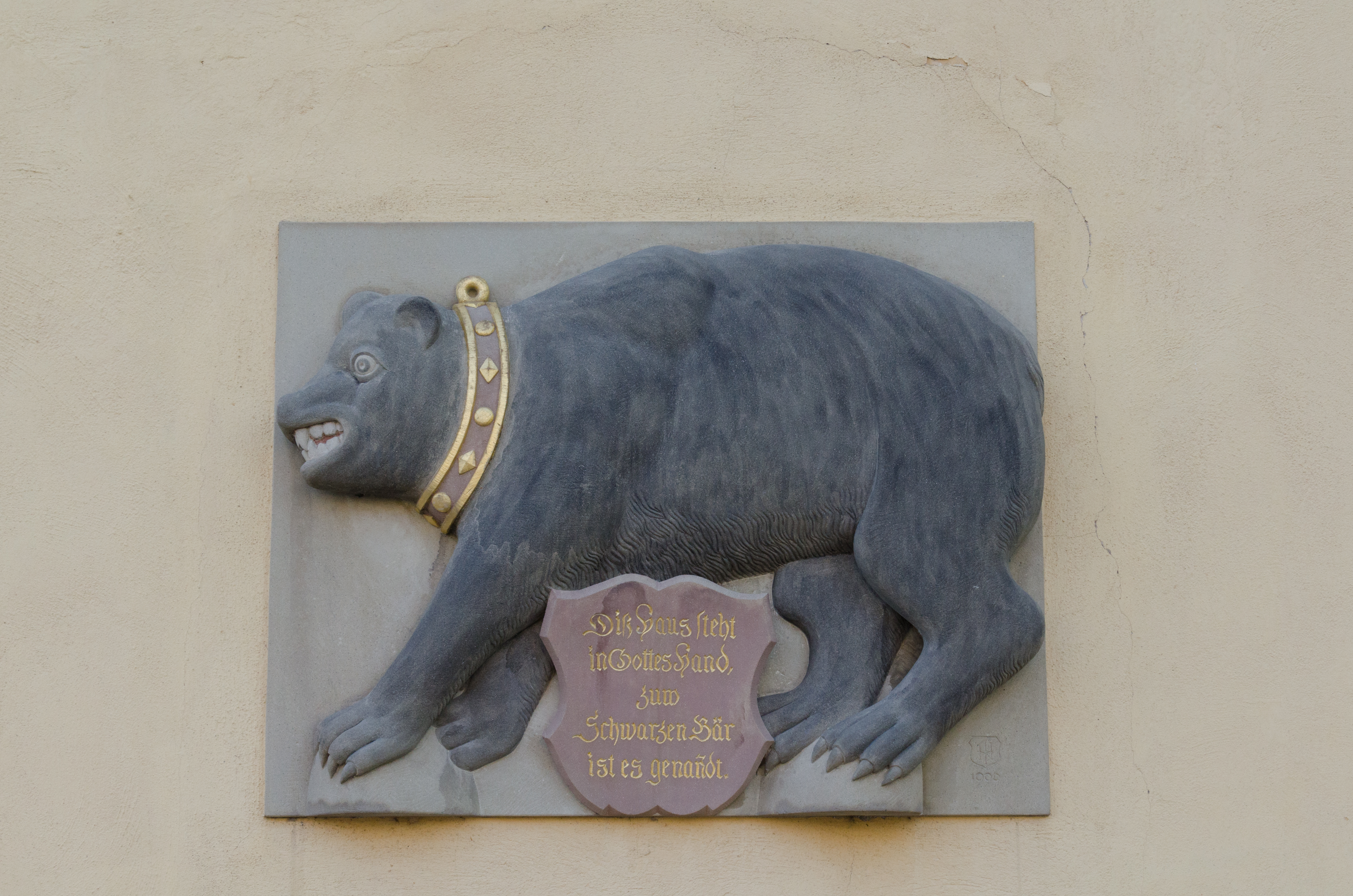

Der Gasthof Zum schwarzen Bären ist ein denkmalgeschützter Gasthof in der Stadt Querfurt in Sachsen-Anhalt. Im örtlichen Denkmalverzeichnis ist er unter der Erfassungsnummer 094 16617 als Baudenkmal verzeichnet.
Bei dem Gebäude mit der Adresse Roßplatz 1 in Querfurt handelt es sich um den ehemaligen Gasthof Zum schwarzen Bären. Das ursprüngliche Hauswappen mit dem namensgebenden Bär wurde eingelagert und man findet heute eine Kopie an der Fassade vor. Zwischen seinen Pranken hält der Bär ein Schild mit der Inschrift Diß Haus steht in Gottes Hand zum Schwarzen Bär ist es genandt. Teile des Gebäudes lassen sich auf das Jahr 1562 datieren. Im Laufe der Zeit erfolgten verschiedene Umbauten. Der Baustil erinnert an die Zeit der Gotik. Im Gebäude befinden sich heute Arztpraxen und Geschäfte.